# Georges Haoui
 (janvier 2019).
Si vous disposez d'ouvrages ou d'articles de référence ou si vous connaissez des sites web de qualité traitant du thème abordé ici, merci de compléter l'article en donnant les références utiles à sa vérifiabilité et en les liant à la section « Notes et références ».
Georges Haoui (arabe:جورج حاوي), né le 5 novembre 1938 à Bteghrine (village au mont Liban) et mort le 21 juin 2005 à Beyrouth, est un homme politique libanais.

## Biographie
Georges Haoui est né dans une famille de confession chrétienne grecque-orthodoxe, mais il se décrivait comme athée.
Dès l'âge de 16 ans, Georges Haoui se consacre à lutter contre la pauvreté des ouvriers du monde arabe. Il organise de nombreuses manifestations contre le bloc dominant (manifestation contre la hausse du prix de l'eau, etc.). Il s'inspire des idées marxistes. À l'âge de 21 ans, il assiste à une conférence sur le communisme en Russie, dans laquelle il critique profondément la manière par laquelle l'Union soviétique a appliqué les idées marxistes et l'insuffisance des réformes de déstalinisation entreprises sous Khrouchtchev. Selon Haoui, le marxisme devrait conserver la liberté du peuple en maintenant une démocratie à un certain niveau et maintenir une égalité entre les différentes classes de la société marxiste.
En 1972, il est élu dirigeant du Parti communiste libanais. Durant la guerre civile libanaise (1974-1990), il crée avec Muhsen Ibrahim le Front de la résistance nationale libanaise en 1982 durant l'occupation israélienne du Liban, en rassemblant tous les libanais de partis et confessions différents. Ce mouvement expulse l'armée israélienne hors de la capitale libanaise, Beyrouth, lui procurant ainsi un respect de la part des nations arabes qui avaient subi de nombreuses défaites contre l'armée israélienne.
Après la guerre, il œuvre pour la réconciliation entre les différents partis, et s'oppose de plus en plus à l'ingérence des services secrets libanais et syriens dans la vie politique libanaise. Dans un contexte politique troublé, marqué par l'assassinat de l'ancien premier ministre Rafic Hariri puis de l'éditorialiste démocrate Samir Kassir, deux jours après les élections législatives libanaises de 2005, Georges Haoui est assassiné le 21 juin 2005 près de son domicile, dans le quartier populaire de Wata al-Mousseitbeh, par une bombe placée sous le siège de sa voiture.